# Erica lateralis
Erica lateralis är en ljungväxtart som beskrevs av Carl Ludwig von Willdenow. Erica lateralis ingår i släktet klockljungssläktet, och familjen ljungväxter. Inga underarter finns listade i Catalogue of Life.